# Pollenia wyatti
Pollenia wyatti este o specie de muște din genul Pollenia, familia Calliphoridae, descrisă de Hiromu Kurahashi în anul 1992. Conform Catalogue of Life specia Pollenia wyatti nu are subspecii cunoscute.